# Luis Vargas Zorrilla
Luis Abelardo Vargas Zorrilla (nacido el 25 de junio del 2000 en Santa Rita) es un futbolista paraguayo que juega como defensa en el Club Cerro Porteño de la Primera División de Paraguay.

## Trayectoria
Luis Vargas se formó en las divisiones juveniles del Club Cerro Porteño. Debutó en la Primera División de Paraguay el 1 de mayo de 2019 en un partido ante Sportivo San Lorenzo. En noviembre de 2022, durante un partido de la categoría Reserva contra General Caballero de Juan León Mallorquín, sufrió una rotura de ligamentos cruzados en la rodilla, lo que lo mantuvo alejado de las canchas por aproximadamente ocho meses. Tras su recuperación, volvió a jugar en julio de 2023, sumando minutos en la categoría Reserva.Tras su regreso, el 5 de diciembre del mismo año, volvió a lesionarse con la misma dolencia durante un entrenamiento. Debido a esta nueva lesión, no formó parte de la temporada de 2024.
En 2025, volvió a sufrir una rotura de ligamento cruzado anterior y menisco en la rodilla.

## Estadísticas

### Clubes
| Temporada     | Equipo             | Liga | Partidos | Goles | Copas nacionales | Partidos | Goles | Copas internacionales | Partidos | Goles | Total | Partidos | Goles |
| ------------- | ------------------ | ---- | -------- | ----- | ---------------- | -------- | ----- | --------------------- | -------- | ----- | ----- | -------- | ----- |
| 2019          | Club Cerro Porteño | PD   | 1        | 0     | CP               | —        | —     | CL                    | 0        | 0     | 1     | 0        |       |
| 2020          | Club Cerro Porteño | PD   | 12       | 0     | CP               | —        | —     | CL                    | 1        | 0     | 13    | 0        |       |
| 2021          | Club Cerro Porteño | PD   | 8        | 0     | CP               | —        | —     | CL                    | 2        | 0     | 10    | 0        |       |
| 2022          | Club Cerro Porteño | PD   | 6        | 0     | CP               | —        | —     | CL                    | 0        | 0     | 0     | 0        |       |
| Total carrera | Total carrera      |      | 27       | 0     |                  | —        | —     |                       | 3        | 0     | 24    | 0        | 0     |